# Mo Nunn Racing
Mo Nunn Racing var ett amerikanskt racingteam lett av britten Morris Nunn.

## Historia
Mo Nunn drev Ensign Racing i formel 1 i slutet av 1970-talet, men när teamet gick i konkurs blev han senare en viktig medlem i Chip Ganassi Racing under teamets första storhetsperiod under 1990-talets senare del. Efter att stallet vunnit fyra raka titlar i CART, grundade Mo Nunn sitt eget team för 2000 och anställde Tony Kanaan som förare. Projektet saknade större framgångar till en början, och Kanaan blev inte topp-fem i något race den första säsongen. Inför den andra säsongen varvade Nunn Alessandro Zanardi till teamet. Zanardi hade tidigare haft stora framgångar med Nunn och Ganassi, men säsongen blev ingen succé. När bilen äntligen funkade bra, och både Zanardi och Kanaan hade chasen att vinna German 500 på Eurospeedway Lausitz, snurrade Zanardi ut ifrån depån, och hamnade rakt i vägen för Alex Tagliani, som inte kunde hindra att köra rakt igenom Zanardis cockpit, vilket gjorde att italienaren blev av med båda sina ben. Inför 2002 års säsong bytte Mo Nunn Racing till IndyCar Series och hade där sina största framgångar, då försteföraren Felipe Giaffone vann på Kentucky Speedway och blev fyra i mästerskapet. Under 2003 var Toranosuke Takagi försteförare efter att Giaffone haft ett skadefyllt år. Takagi blev tia i mästerskapet. Efter en misslyckad säsong 2004 lades teamet ned.